# Ordre des Pahlavi
L'ordre des Pahlavi de l'État impérial d'Iran, en persan: « Neshan-e Pahlavi » était l'ordre le plus élevé de l'ancien État Impérial d'Iran.

## Histoire
L'ordre fut créé en 1932 par Reza Shah, le fondateur de la dynastie des Pahlavi, et il était décerné dans deux catégories, à savoir: 1re classe (avec collier) et 2e classe (sans collier). Il était l'ordre le plus prestigieux en Iran, et a été nommé d'après le nom de famille de l'empereur. La 1re classe était limitée aux membres immédiats de la famille impériale, monarques régnants et chefs d'état étrangers. La 2e classe a été attribué à d'autres membres masculins de la famille impériale et à des princes (héritiers) de nations étrangères.
L'ordre a été aboli par la république islamique d'Iran après la chute du dernier shah. Depuis lors, l'ordre existe en tant que la plus haute distinction dynastique de la maison impériale des Pahlavi.
Les décorations comprennent un collier d'or aux liens bleus et or, le bijou de l'ordre en pendentif d'un large ruban et une étoile de la même apparence sur la poitrine.
Le badge est un bijou précieux qui se présente sous la forme d'une croix avec des couronnes impériales en guise d'armes. Dans les espaces entre on trouve des rayons des rayons bleus et or. Dans le centre du médaillon, le mont Damavand est représenté avec un lever de soleil dans le fond. L'étoile a la même apparence que le bijou.
La 2e classe de l'ordre porte un bijou avec des liens entre les couronnes à la place des rayons. Le ruban est bleu avec une monture d'or.

## Récipiendaires
- Abdul Halim de Kedah ;
- Abdallah Ier, roi de Jordanie ;
- Prince Aimon de Savoie, duc d'Aoste ;
- Baudouin, roi des Belges ;
- Bhumibol Adulyadej, roi de Thaïlande ;
- Faisal Ier ;
- Fayçal II, roi d'Irak ;
- Farouk, roi d'Égypte ;
- Frédéric IX, roi de Danemark ;
- George VI, roi du Royaume-Uni ;
- Ghazi, roi d'Irak ;
- Gustaf VI Adolf, roi de Suède ;
- Haile Selassie, empereur d'Éthiopie ;
- Hassan II, roi du Maroc ;
- Hussein, roi de Jordanie ;
- Issa ben Salmane Al Khalifa, émir de Bahreïn ;
- Ismail Nasiruddin de Terengganu ;
- Yahya Khan, président de la république islamique du Pakistan ;
- Heinrich Lübke, président fédéral de la République fédérale d'Allemagne ;
- Mahendra, roi du Népal ;
- Iskander Mirza, président de la république islamique du Pakistan ;
- Mohammad Reza Pahlavi, empereur d'Iran ;
- Olav V, roi de Norvège ;
- Ali Reza Pahlavi, fils de Reza Shah ;
- Gholam-Reza Pahlavi ;
- Reza Pahlavi, prince héritier d'Iran ;
- Qaboos bin Said al Said, sultan d'Oman ;
- Mohammad Zaher Shah, roi d'Afghanistan ;
- Josip Broz Tito.